# Otto Edelstam (ingenjör)

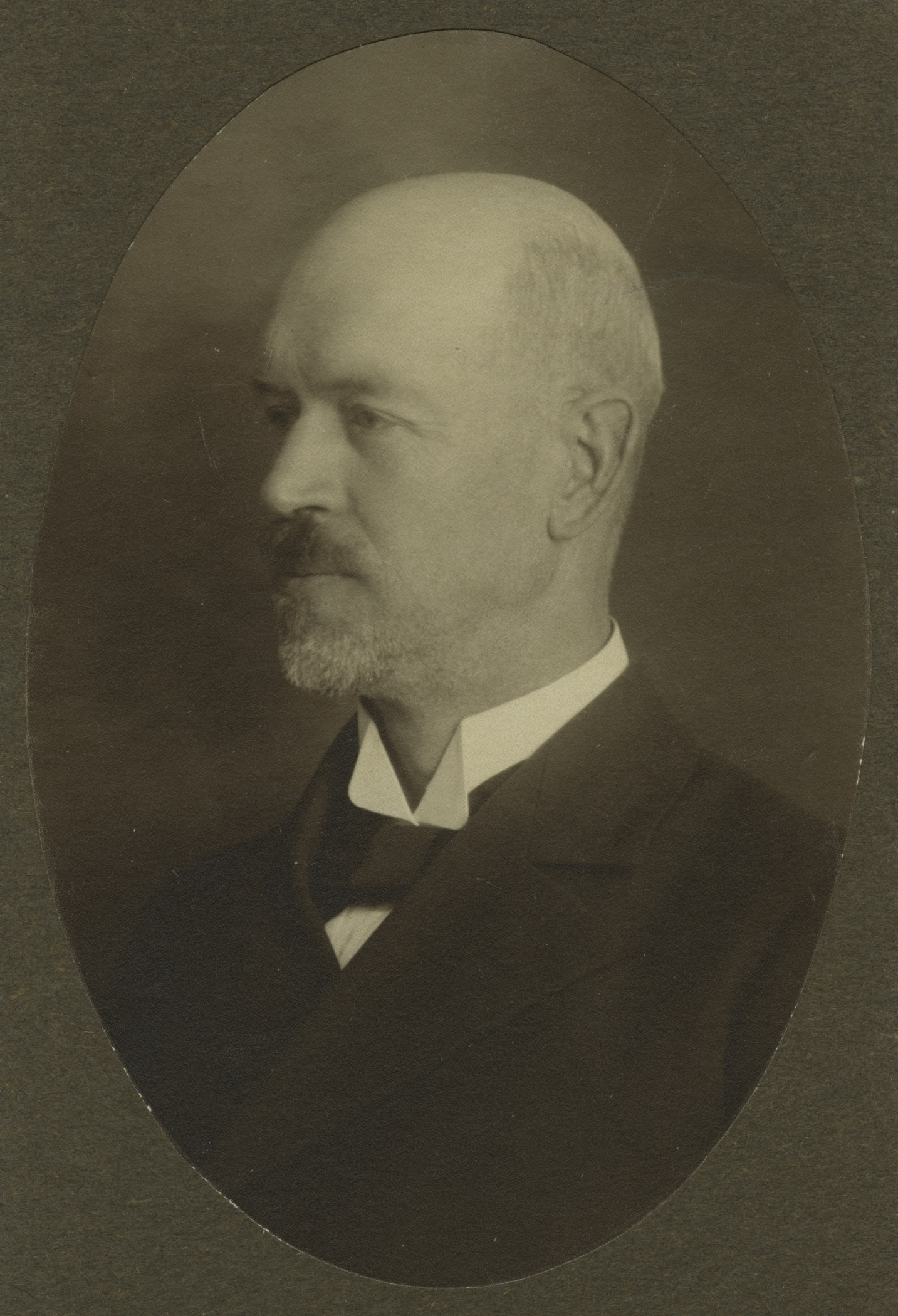
Otto Edelstam.

Ernst Otto Edelstam, född 23 januari 1872 i Stockholm, död den 25 maj 1948 i Nacka, var en svensk ingenjör och meteorolog.

## Biografi
Edelstam, som var civilingenjör och filosofie licentiat, var från 1908 assistent vid Nautisk-meteorologiska byrån i Stockholm, för vilken han 1919 blev tillförordnad föreståndare och var från 1921 förste aktuarie för kontrollväsendet vid Sjökarteverket. Tillsammans med Axel Carell skrev Edelstam en lärobok i nautisk meteorologi avsedd att användas vid Kungliga Sjökrigsskolan och vid navigationsskolor i Sverige.
Edelstam företog flera forskningsresor, bland annat till Teneriffa åren 1895–1896 tillsammans med professor Knut Ångström. Det var bland annat dessa studier (meteorologiska observationer) som låg till grund för hans licentiatavhandling i Uppsala år 1908.
Edelstam, som var hedersledamot av Kalmar nation i Uppsala, bedrev forskning rörande nationens historia, ett arbete som bland annat resulterade i boken Natio Calmariensis Upsaliensis 1663 3/6 1913.

## Utmärkelser
- Hedersledamot av Kalmar nation i Uppsala, 1913.
- Riddare av Vasaorden, 1924.

## Familj
Edelstam var son till landshövdingen Gustaf Edelstam och hans maka Eva Edelstam, född von Post. Otto Edelstam var gift med Ella Edelstam (1882–1979), född Dieden, dotter till godsägare Gotthard Dieden (Bellevue gård) och hans maka Ellen Dieden, född Kockum.
Edelstams bror var hovjägmästaren Fritz Edelstam. Edelstams morfar var godsägaren Carl Rangel von Post.
Makarna Edelstam är begravda på Norra begravningsplatsen utanför Stockholm.